# Jean-François Laguionie
Jean-François Laguionie, född 10 oktober 1939 i Besançon, är en fransk regissör av animerad film. Han blev intresserad av animation efter att ha träffat Paul Grimault. Han började att göra egna kortfilmer och vann 1965 grand prix vid Annecyfestivalen för La demoiselle et le violoncelliste. År 1978 vann han Guldpalmen för bästa kortfilm för La Traversée de l'Atlantique à la rame och grundade med detta i ryggen sitt eget produktionsbolag, La Fabrique. Hans första långfilm var den allegoriska Gwen, le livre de sable från 1985. Han har därefter gjort fyra ytterligare långfilmer, inklusive Tavlan från 2011 och Louise en hiver från 2016.

## Filmlista
- 1965: La Demoiselle et le violoncelliste – kortfilm
- 1969: Une Bombe par hasard – kortfilm
- 1971: Plage privée – kortfilm
- 1978: La Traversée de l'Atlantique à la rame – kortfilm
- 1985: Gwen, le livre de sable
- 1999: Apornas ö (Le Château des singes)
- 2003: L'Île de Black Mór
- 2011: Tavlan (Le Tableau)
- 2016: Louise en hiver
- 2019: Prinsens resa (Le Voyage du Prince)